# Wolfratshausener See
Der Wolfratshausener See ist ein verschwundener glazialer See im heutigen Wolfratshausener Becken im bayerischen Voralpenland. Er entstand nach mehreren Kaltzeiten.

## Eiszeitliche Formation

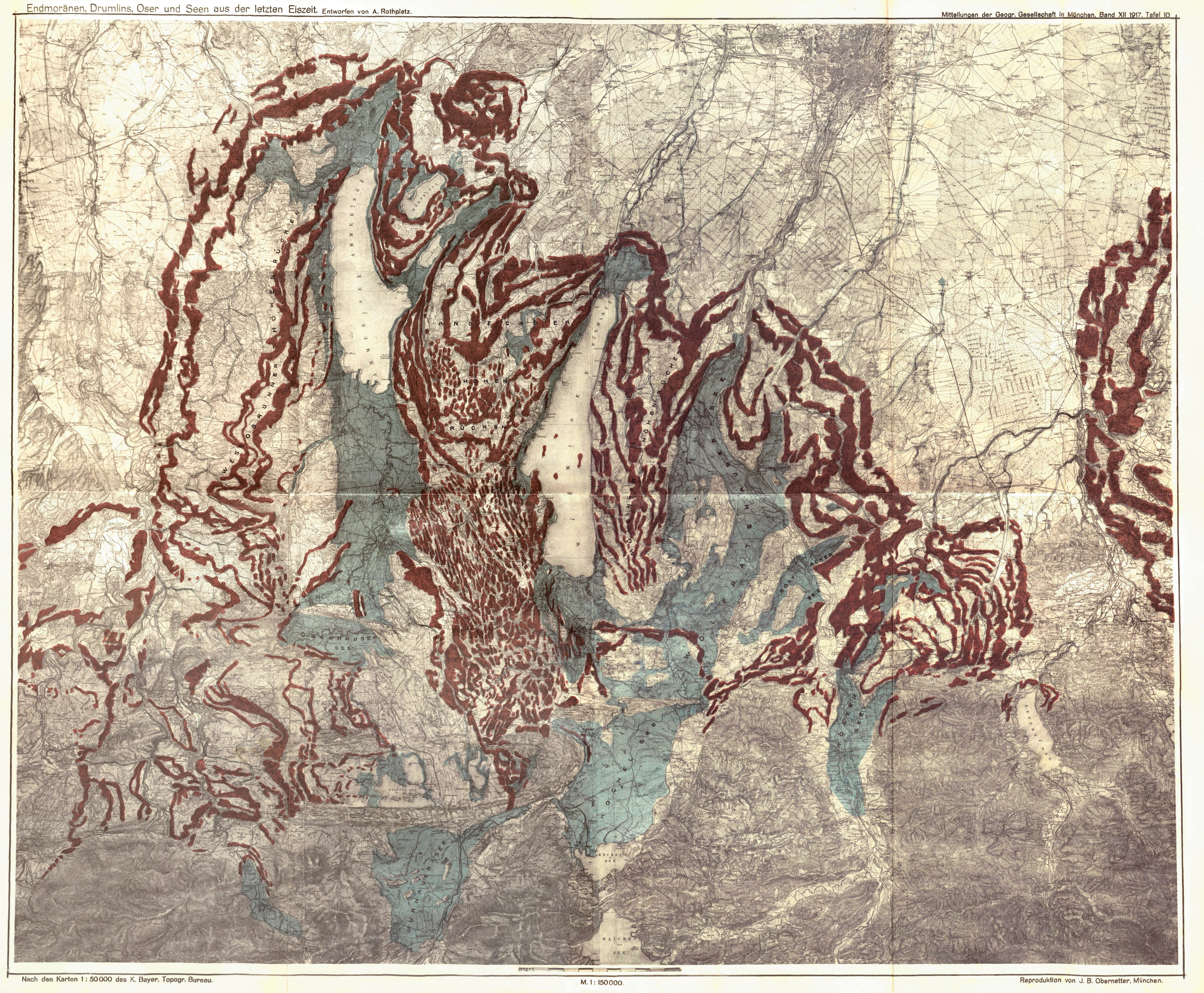
Die Osterseen und der Isar-Vorlandgletscher. Karte von August Rothpletz (1917). Wolfratshauser See östlich des Würmsees (grau; heute Starnberger See).

Der Wolfratshausener See entstand als glaziales Becken durch Übertiefung des Isar-Loisach-Gletschers im Loisach-Voralpental. Dabei wurden Schotter nicht in einer ebenerdigen Landoberfläche eingelagert, sondern füllten tiefe Rinnen im Tertiär aus. Tertiäre Riedel wurden dabei als Wasserscheiden ausgeräumt. Das Becken entstand am Ende der drittletzten Eiszeit, der Mindeleiszeit. Der Tiefenschurf wiederholte sich, und Schotter der zweitletzten Eiszeit, der Rißeiszeit, und der letzten, der Würmeiszeit, wurden darüber abgelagert, was durch Bohrungen bei Weidach und bei Gelting nachgewiesen werden konnte. Die Eismächtigkeit über dem Wolfratshausener Becken wird mit 250–300 Meter angegeben. Ein See existierte im Raum von Wolfratshausen vermutlich in der Interglazialzeit zwischen Riß- und Würmeiszeit. Definitiv nachgewiesen werden kann er kurze Zeit nach der Würmeiszeit. Der See war ein Teil einer riesigen Seenlandschaft, die sich nach der letzten Eiszeit mit dem Schmelzwasser der Gletscher im Alpenvorland bildete.

## Lage und Ausmaß
Die Lage des Sees schloss am Ende der Würmeiszeit im Süden an das Nordende des Kochelsees an, von ihm nur durch den Penzberger Molasse-Riegel getrennt. Im Norden war die Seegrenze an seinem Überlauf beim Kloster Schäftlarn. Die Länge des Sees betrug somit ca. 30 Kilometer. Die westliche Grenze bildete Achmühle, die östliche die Gegend vor Dietramszell. Die westliche Seezunge bildete das Wolfratshausener-Weidacher Zungenbecken, während durch Diffluenz ein östliches entstand, das durch das Eglinger-Deininger-Zungenbecken gebildet wurde. Dessen Schmelzwasser floss in das heutige Gleißental und Hachinger Tal ab. Die Babenstubener Moore im Königsdorfer Becken sind Überreste des ehemaligen Sees. Im See lag mindestens eine große Hochterrassen-Insel mit einer Lössdecke südlich von Wolfratshausen, die das Gewässer in die westliche und östliche Zunge teilte. Die größte Vertiefung besaß der See unter dem östlichen Stadtgebiet von Wolfratshausen, etwa 20 Kilometer von der nördlichsten Eisgrenze entfernt. Die Talsohle lag hier ca. 150 Meter, weiter nördlich durchschnittlich 20–30 Meter unter dem heutigen Talboden.

## Verschwinden des Sees
In der Riß-Kaltzeit und über lange Phasen der Würmeiszeit entwässerte die Ur-Isar vom heutigen Bad Tölz aus das Wolfratshausener Becken nicht nach Norden, sondern verlief vom heutigen Gaißach aus nordostwärts in Richtung Holzkirchen. Nach dem letzten Eisrückgang war das Wolfratshausener Becken mit Wasser gefüllt. Gegen Ende der Würmeiszeit kam es vor ca. 15.000 Jahren zu einem Durchbruch der Isar durch einen Molassespiegel bei Bad Tölz nach Norden und zum Zufluss in den Wolfratshausener See. In der Folge wurde dieser mit Deltaschottern und Seetonen der einmündenden Isar gefüllt und hatte nur noch eine kurze verbleibende Existenz.
Umfangreiche Kiesmengen der Isar lagerten sich auf dem Seegrund ab. Sie brachten ihn in zwei Phasen zum Verlanden. Zuerst befand sich das Mündungsdelta der neuen Isar nördlich von Bad Tölz. Nachdem der südliche Teil des Sees verlandet war, hatte sie ihr Mündungsdelta zum heutigen Gelting verlagert. Nun existierte der Wolfratshausener See nur noch zwischen Gelting und Kloster Schäftlarn. Schließlich durchbrach die Isar die Endmoräne und der Rest des Sees lief aus. Spuren davon kann das geübte Auge heute noch erkennen, etwa bei Ascholding.